# Citellophilus relicticola
Citellophilus relicticola är en loppart som först beskrevs av Fedina 1946.  Citellophilus relicticola ingår i släktet Citellophilus och familjen fågelloppor. Inga underarter finns listade i Catalogue of Life.